# Конгрес Філіппін
Конгрес Філіппін (тагал. Kongreso ng Pilipinas) — федеральний законодавчий орган (парламент) Філіппін.

## Склад
Конгрес складається з двох палат:
- Верхня палата — Сенат Філіппін
- Нижня палата — Палата представників Філіппін

## Сенат
Сенат є верхньою палатою парламенту Філіппін, був створений у 1916 році. У 1972 році президент Фердинанд Маркос оголосив у країні військовий стан і сенат був розпущений. Внаслідок безкровного перевороту 22-25 лютого 1986 року новий режим відновив двопалатний конгрес. Сенаторів лише 24, обираються терміном на 6 років. Кожні 3 роки переобираються 12 сенаторів.
- ПДП-Лабан — 5
- Націоналістична партія — 4
- Ліберальна партія — 3
- ПНК — 3
- Лакас, ЛДП, УНА, Акбаян, Сибак — 1
- незалежні сенатори — 4

## Палата представників
Палата представників є нижньою палатою парламенту Філіппін. Депутати обираються на трирічний термін і можуть бути переобрані, але не більше трьох термінів поспіль. Близько вісімдесяти відсотків депутатів — районні представники, які представляють конкретну географічну область країни. У країні 229 виборчих округів, кожен із яких складається з близько 250,000 осіб. Є також секторальні представники, які обираються за партійними списками, які становлять не більше двадцяти відсотків від загальної кількості депутатів.
- ПДП-Лабан — 82
- Націоналістична партія — 42
- ПНК — 36
- Нац єдність — 25